# Nematologi
Nematologi er den videnskabelige disciplin inden for zoologien, der beskæftiger sig med studiet af nematoder, også kaldt rundorme. Selv om undersøgelser af nematoder daterer sig tilbage til Aristoteles eller endnu tidligere, kendes nematologi som en selvstændig disciplin først fra midten eller slutningen af det 19. århundrede.